# Carlo Tenca

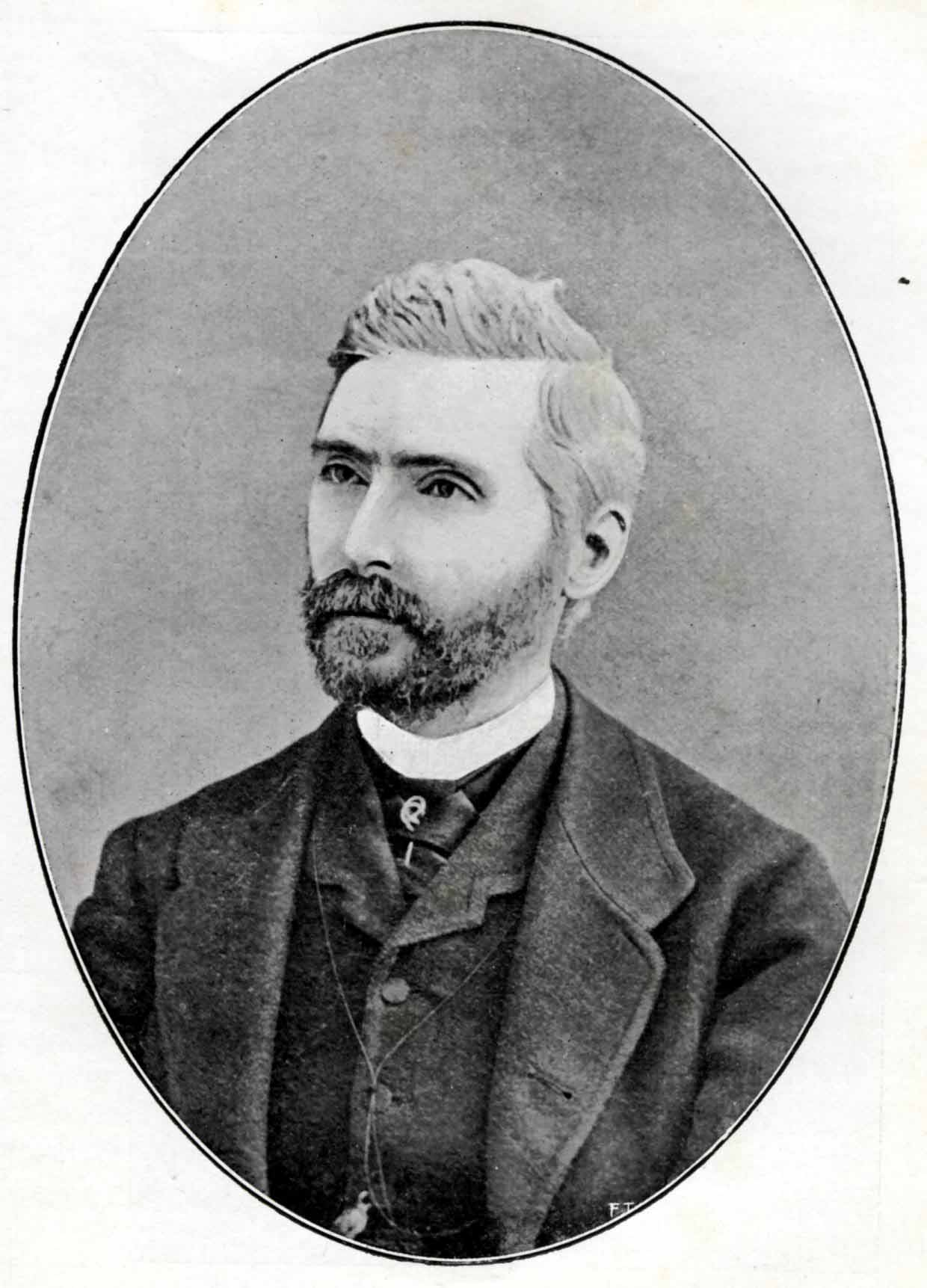
Carlo Tenca

Carlo Tenca (Milán, 19 de octubre de 1816-ibídem, 4 de septiembre de 1883) fue un escritor, periodista y diputado italiano, figura importante en el risorgimento.  Frecuentaba desde los años 1840 el Salón de la condesa Clara Maffei con la que mantenía una relación.

## Biografía
Nacido en una familia modesta, perdió a su padre a una temprana edad y estudió en un seminario que pronto abandonó. 
Gracias a la familia Porro, consiguió apoyo para su proyecto «Rivista europea», relacionada con las Cinco jornadas de Milán.
Tras una breve colaboración en la «Italia del popolo», fundó «Il Crepuscolo» (1850-1859), un periódico de inspiración risorgimentale, y alejándose del partido mazziniano, fue diputado de la derecha.

## Novelas
- La Ca’ dei cani (1840)